# Сухоцький Артем Михайлович
Арте́м Миха́йлович Сухо́цький (нар. 6 грудня 1992, Ніжин, Чернігівська область,Україна) — український футболіст, захисник.

## Клубна кар'єра
Артем Сухоцький народився 6 грудня 1992 в місті Ніжин. Свою кар'єру гравця почав в «Динамо» (Київ), за яке виступав починаючи з 2009 року. Відомий перш за все, тим, що вже в 16 років залучався екс-тренером Валерієм Газзаєвим до роботи з першою командою і постійно заявлявся на єврокубкові матчі «Динамо».
У 2011 році Динамо розірвало контракт з виконавцем, і майже відразу після цього з'явилася пропозиція від маріупольського «Іллічівця». Однак пограти за «азовців» не зміг — не провів жодного матчу і відповідно не забив жодного голу.
Після цього у статусі вільного агента перейшов у розташування ПФК «Олександрія», де перебував до 31 грудня 2015 року.
12 січня 2016 року стало відомо, що Артем вирішив продовжити кар'єру у складі луганської «Зорі», з якою 15 січня підписав дворічний контракт.
4 січня 2018 року стало відомо про довгострокову угоду на 4,5 роки між гравцем та словацьким «Слованом».
Взимку 2022 року став гравцем одеського «Чорноморця», але 13 липня того ж року залишив команду.

## Міжнародна кар'єра
Викликався до юнацьких збірних України U-16, U-17 та U-18. Всього на юнацькому рівні зіграв 27 матчів та забив 3 голи.

## Досягнення
- Чемпіон Словаччини: 2018/19
- Володар Кубка Словаччини: 2017/18
- Чемпіон Першої ліги України: 2014/15
- Срібний призер Першої ліги України: 2013/14